# Patrice Tardif
Patrice Tardif, född 30 oktober 1970 i Saint-Methode-de-Frontenac, Québec, är en kanadensisk före detta ishockeyspelare i NHL.
Tardif gjorde sin debut med St. Louis Blues men byttes med Roman Vopat, Craig Johnson och draftväljningar till Los Angeles Kings år 1996 för Wayne Gretzky. Han är numera en stjärnforward för Thetford Mines Prolab i Ligue Nord-Américaine de Hockey.